# Latencija (elektronika)
Latencija je vrijeme čekanja odnosno vrijeme koje protekne od trenutka zahtjeva za podatcima do trenutka dok se ti podatci ne pojave.
Latencija je veliki problem kod satelitskog interneta. Pojavljuje se zbog velikog razmaka između umjetnog satelita i satelitske antene, zbog čega signal znatno kasni u odnosu na druge tehnologije. Latencija otežava korištenje aplikacija koje zahtijevaju nisko vrijeme odaziva (ping), kao npr. mrežne igre, te dolazi do desinkroniziranosti.